# Notosemus bohemani
Notosemus bohemani là một loài tò vò trong họ Ichneumonidae.